# Celleporina globosa
Celleporina globosa är en mossdjursart som beskrevs av Liu 200. Celleporina globosa ingår i släktet Celleporina och familjen Celleporidae. Inga underarter finns listade i Catalogue of Life.